# Phileurus couturieri
Phileurus couturieri är en skalbaggsart som beskrevs av Roger Paul Dechambre 1998. Phileurus couturieri ingår i släktet Phileurus och familjen Dynastidae. Inga underarter finns listade i Catalogue of Life.